# Brenda i Wendi Turnbaugh
Brenda Lea Turnbaugh oraz Wendi Lou Turnbaugh (ur. 13 sierpnia 1977 w Los Angeles) – byłe aktorki dziecięce; siostry bliźniaczki, znane dzięki roli Grace Ingalls w serialu telewizyjnym "Domek na prerii", którą odtwarzały na zmianę przez cztery lata.

## Życiorys
Brenda i Wendi Turnbaugh trafiły do "Domku na prerii" w maju 1978 roku, gdy miały osiem miesięcy, dzięki znajomości ich dziadków z jednymi ze współtwórców serialu; Susan i Kentem McCray. Odcinek ten, pierwszy piątego sezonu, zatytułowany "Jak długo jesteśmy razem cz.1", został wyemitowany 11 września 1978 roku.
Przez większość czasu spędzonego na planie serialu, ich nazwiska nie pojawiały się w czołówce, ani w napisach końcowych. Ujawniono je dopiero w listopadzie 1979, w filmie telewizyjnym "Little House Years", a na stałe wprowadzono do serialu w sezonie ósmym (lata 1981–1982).
Po zakończeniu pracy nad "Domkiem na prerii", siostry wystąpiły w reklamie, lecz do zawodowego aktorstwa nie wróciły. Ukończyły szkołę średnią w Atascadero w Kalifornii. Wendi ukończyła psychologię na uniwersytecie Biola, a obecnie pracuje jako projektant stron internetowych. Brenda jest nauczycielką historii w szkole średniej.
Do dziś siostry biorą udział w programach i spotkaniach, związanych z ich udziałem w "Domku na prerii".

### Życie prywatne
Brenda i Wendi posiadają jeszcze dwie siostry. Pochodzą z rozbitej rodziny. Ich matka ponownie wyszła za mąż, a co za tym poszło, często używały nazwiska ojczyma, Schlecht. 
Brenda w 1996 roku poślubiła Adama Weatherby, a Wendi w 1999 Joshuę Lee. Obie mają dwoje dzieci i używają nazwisk mężów.